# Dryoathyrium stenopteron
Dryoathyrium stenopteron là một loài thực vật có mạch trong họ Woodsiaceae. Loài này được Ching ex Y.T. Hsieh miêu tả khoa học đầu tiên năm 1985.